# انتون لوتسیک
انتون لوتسیک (اوکراینی: Антон Васильович Луцик؛ زادهٔ ۲۵ مارس ۱۹۸۷) بازیکن فوتبال اهل اوکراین است.
از باشگاه‌هایی که در آن بازی کرده‌است می‌توان به باشگاه فوتبال کارپاتی لویو اشاره کرد.